# Deepenbrock
Der Deepenbrock ist ein Naturschutzgebiet in der niedersächsischen Gemeinde Langen in der Samtgemeinde Lengerich im Landkreis Emsland.
Das Naturschutzgebiet mit dem Kennzeichen NSG WE 014 ist 19 Hektar groß. Es liegt nordwestlich von Langen und stellt ein Flachmoor unter Schutz. Das Schutzgebiet wird geprägt von Erlenbruchwald, Sumpfbereichen, Röhrichten und feuchtem Grünland. Eine kleine Fläche ist mit Birken-Eichenwald bewachsen. In den Randbereichen umfasst das Naturschutzgebiet landwirtschaftliche Nutzflächen, die als Pufferzone wirken sollen.
Durch das Naturschutzgebiet fließt der Kaienfehngraben, über den das Gebiet zum Lingener Mühlenbach, der bei Lingen in die Ems mündet, entwässert wird.
Das Gebiet steht seit dem 5. Dezember 1998 unter Naturschutz. In ihm ist das zum 20. März 1937 ausgewiesene Naturschutzgebiet gleichen Namens aufgegangen. Zuständige untere Naturschutzbehörde ist der Landkreis Emsland.